# Ilkley
Ilkley ist ein am Fluss Wharfe gelegener Kurort im nordenglischen West Yorkshire. Im Jahr 2022 hatte er 15.041 Einwohner.

## Geographie
Ilkley liegt am nördlichen Rand des Sumpfgebietes Rombalds Moor, etwa 15 Kilometer nördlich von Bradford, 20 Kilometer nordwestlich von Leeds und 20 Kilometer südwestlich von Harrogate. Der 97 Kilometer lange Fluss Wharfe durchfließt den Ort von Westen nach Osten, auf dem Stadtgebiet von Ilkley wird er von vier Brücken überquert.
Die Fernstraße A65 von Leeds nach Kendal (Cumbria) durchquert Ilkley in westlicher Richtung.

## Geschichte
Um 80 n. Chr. errichteten die Römer ein Kastell in Ilkley, das sie Olicana nannten. Olicana war ein strategisch wichtiger Punkt, da dort die Straßen von den heutigen Städten York und Manchester nach Ribchester und Aldborough (Isurium Brigantum) den Wharfe kreuzten; seiner strategischen Bedeutung zum Trotz war das Kastell bereits am Anfang des 5. Jahrhunderts wieder verlassen.

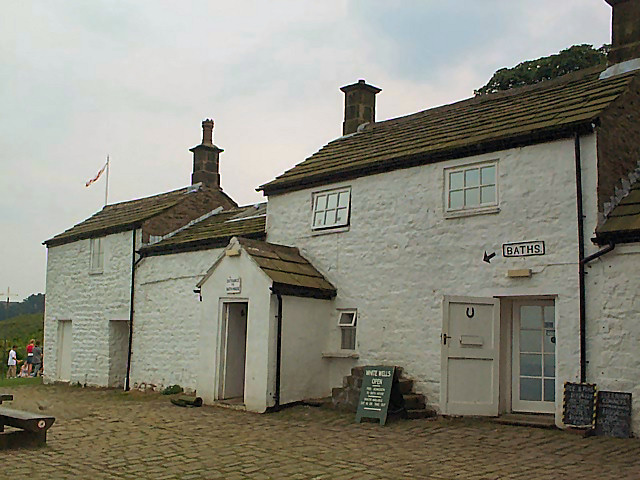
Die White Wells, Ilkleys erste Heilquelle

Ilkley wird im Domesday Book, einem im Jahr 1086 auf Befehl Wilhelms des Eroberers geschaffenen Grundbuch, namentlich erwähnt. Als Verwalter der Ländereien um den Ort setzte Wilhelm William de Percy ein, dessen Nachfahren die Kontrolle über Ilkley die folgenden 200 Jahre behielten. Nach dem Tod Peter de Percys im Jahr 1315 wechselten die Ländereien mehrmals den Besitzer, bis die Familie Middleton 1484 den Grundbesitz übernahm. Erst 1906, mehr als 400 Jahre später, endete mit dem Tod von Charles Marmaduke Middleton die enge Bindung der Familie an den Ort.

### Ilkley als Kurort
Das erste hydrotherapeutische Heilbad in Ilkley, die White Wells (deutsch: „Weiße Quellen“), wurde um das Jahr 1690 am Rande des Moores außerhalb der Stadt erbaut; 1780 wurden die Gebäude von William Middleton instand gesetzt und erweitert. Der Komplex bestand nun aus einem Tauchbad, das über 4000 Liter 4 °C kaltes Wasser fasste, und einem zweiten, tiefergelegenen Raum mit einer ebenso kalten Dusche.
Das Wasser der Heilquelle weist keinen signifikanten Mineraliengehalt auf; die Wirkung des Wassers wird eher auf dessen Temperatur zurückgeführt, welche den Blutkreislauf anregt. Charles Darwin, der Begründer der Evolutionstheorie, soll im Jahr 1859 das Tauchbad genutzt haben, das noch heute Besuchern offensteht.
Während der Rasensaison im professionellen Tennis werden in Ilkley gleichzeitig zwei bedeutende Turniere ausgetragen. Für Herren ist es das ATP Challenger Ilkley und für Damen das Ilkley Trophy (ein ITF-Turnier, dotiert mit 100 000 Dollar).

## Persönlichkeiten
- Donald Wade, Baron Wade (1904–1988), Politiker und Life Peer
- David Hope (* 1940), Geistlicher und ehemaliger Erzbischof von York
- Max Brown (* 1981), Schauspieler
- Rachael Henley (* 1988), Filmschauspielerin
- Georgie Henley (* 1995), Schauspielerin
- Lorcan Hanafin (* 2002), Autorennfahrer

## Bilder

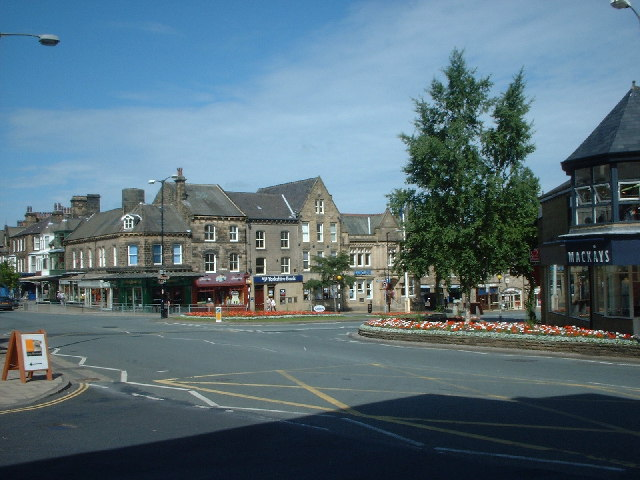
Die Innenstadt von Ilkley
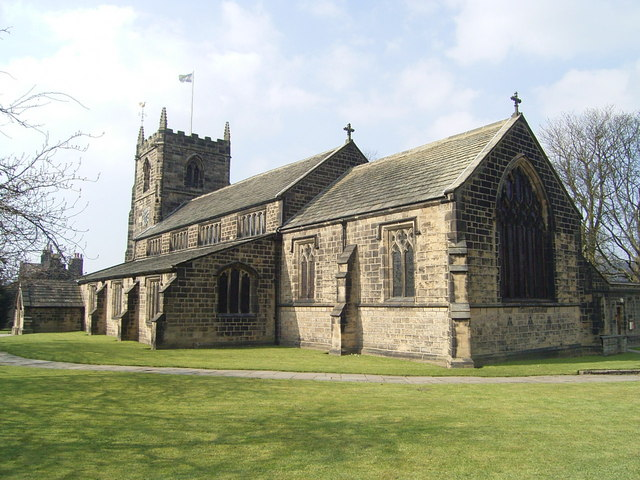
Kirche All Saints
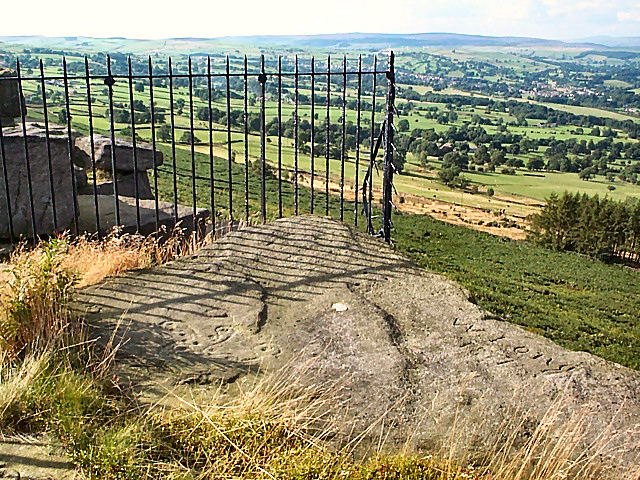
Der Swastika Stone in den Hügeln um Ilkley